# Pabellón Blanco
El Pabellón Blanco (en inglés: White Ensign) en un momento llamada Pabellón de San Jorge debido a la existencia simultánea de una versión sin cruz de la bandera, es un pabellón que se usa en los barcos de la Marina Real británica y en los establecimientos costeros. Consiste en una cruz de San Jorge roja sobre un campo blanco, idéntica a la bandera de Inglaterra excepto por la Union Flag en el cantón superior.
La Bandera Blanca también la usan los yates de los miembros del Royal Yacht Squadron y los barcos de Trinity House que escoltan al monarca reinante
Además del Reino Unido, varias otras naciones tienen variantes del Pabellón Blanco con sus propias banderas nacionales en el cantón, y la cruz de San Jorge a veces es reemplazada por un pabellón naval que omite la cruz por completo. Los yates del Royal Irish Yacht Club llevan un Pabellón Blacno con un tricolor irlandés en el primer cuadrante y desfigurados por el arpa coronada de la Insignia Heráldica de Irlanda. La bandera del Territorio Antártico Británico y la bandera de los Comisionados de la Northern Lighthouse Board colocan el emblema de la Unión en el primer cuarto de un campo blanco, omitiendo la cruz de San Jorge roja en general, pero no son pabellones para su uso en el mar.

## Historia
Los pabellones navales ingleses se utilizaron por primera vez durante el siglo XVI y, a menudo, tenían rayas verdes y blancas (los colores Tudor), pero también se utilizaron otros colores para indicar diferentes escuadrones, incluidos el azul, el rojo y el marrón leonado. (Estos pabellones rayados se pueden ver en uso en buques de guerra ingleses y españoles en pinturas contemporáneas de las batallas de la Armada Española de 1588). Más tarde, solía haber una cruz de San Jorge en el cantón superior, o cosida en todo el campo como en el moderno Pabellón Blanco. Estos pabellones rayados continuaron utilizándose bajo los reyes de la dinastía Estuardo: el pabellón naval de 1623 se describe con "15 franjas horizontales alternativamente azules, blancas y amarillas con una Cruz de San Jorge en el cantón". Este diseño dejó de utilizarse después de 1630, con la introducción de los pabellones rojo, blanco y azul. El uso de rayas continuó en el rojo y el blanco tanto de la bandera de la Compañía británica de las Indias Orientales, adoptada en 1600, como de la Grand Union Flag de 1775, que formó la base de la moderna bandera de los Estados Unidos, y en el rojo, blanco. y un pabellón de rayas azules que es la bandera de Hawái.
El primer Pabellón Blanco reconocible parece haber estado en uso durante el siglo XVI y consistía en un campo blanco con una amplia cruz de San Jorge y una segunda cruz de San Jorge en el cantón. En 1630, el Pabellón Blanco consistía simplemente en un campo blanco, con una pequeña cruz de San Jorge en el cantón, que era consistente con los pabellones rojos y azules de la época. En 1707, se reintrodujo la cruz de San Jorge en la bandera en su conjunto, aunque de menor groso, y se colocó la Union Flag en el cantón. También hubo una versión de esta bandera sin la cruz de San Jorge en general, que parece haber sido utilizada únicamente en aguas nacionales, aunque esta bandera parece haber dejado de usarse en 1720. En 1801, después del Acta de Unión de 1800, la bandera se actualizó para incluir la nueva Union Flag en el cantón, y así tomó la forma que se usa actualmente. El campo azul de la Union Jack se oscureció en ese momento a petición del Almirantazgo, con la esperanza de que las nuevas banderas no necesitaran ser reemplazadas con tanta frecuencia como el diseño anterior, debido al decoloración del azul.

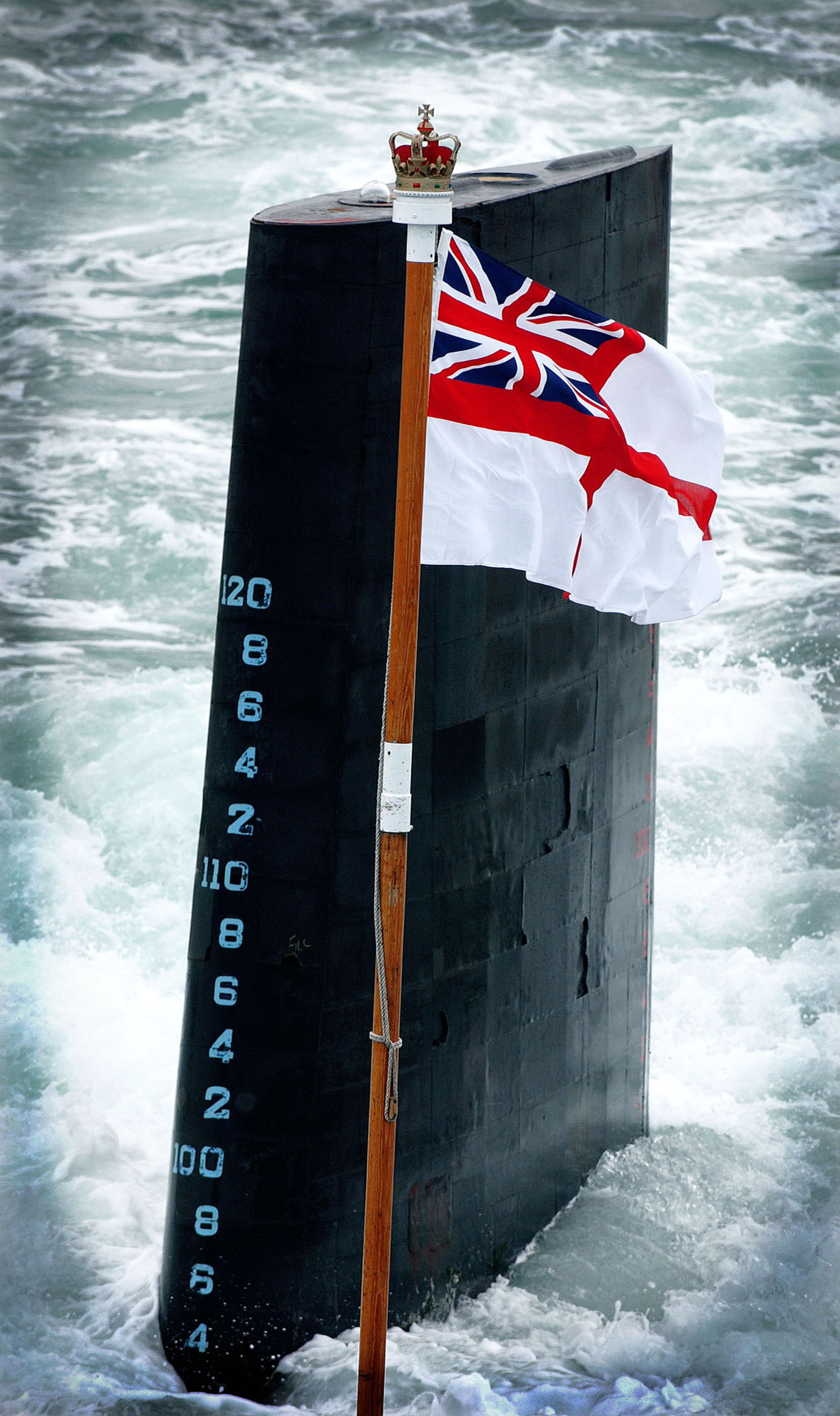

A lo largo de este período, las proporciones de las banderas cambiaron. En 1687, el entonces secretario del Almirantazgo, Samuel Pepys, ordenó que las banderas tuvieran una proporción de 11:18 (18 pulgadas de largo por cada ancho, 11 pulgadas en ese momento). A principios del siglo XVIII, el ancho de la tela se había reducido a 10 pulgadas, por lo que las banderas pasaron a ser de 5:9. En 1837, el ancho se redujo por última vez a 9 pulgadas, dando la proporción actual de 1:2.
A lo largo de este período de la historia de la Marina Real británica, el Pabellón Blanco fue uno de los tres pabellones en uso, siendo cada una asignada a uno de los tres escuadrones de la marina, según su color (rojo, blanco y azul, con rojo siendo el mayor y el azul el menor). Los barcos ondeaban el color de alférez correspondiente al escuadrón al que estaban adscritos, que a su vez estaba determinado por la antigüedad del almirante bajo cuyo mando navegaba el barco (un contraalmirante del rojo era mayor que un contraalmirante del blanco).
En 1864, el Almirantazgo decidió poner fin a la ambigüedad causada por el hecho de que el Pabellón Rojo era a la vez un pabellón civil y un pabellón naval, y el Pabellón Blanco estaba reservada a la Marina Real; la Orden del Consejo correspondiente mantuvo la opción de utilizar los pabellones rojos o azules en los barcos HM si se deseaba.

## Pabellón especial para embarcaciones de recreo
Además de su uso como pabellón de guerra, puede ser arbolado también como pabellón especial para embarcaciones de recreo por los socios del Real Escuadrón de Yates en sus yates.

## Influencia en otras banderas
Influenciados por su tradición en el Reino Unido, otras naciones de la Commonwealth utilizan pabellones de guerra o navales con un diseño parecido al del pabellón blanco, reemplazando la Union Jack británica del cantón por sus respectivas banderas nacionales. Algunos ejemplos son:
| Bandera | País                   |
| ------- | ---------------------- |
|         | Australia              |
|         | Bahamas                |
|         | Barbados               |
|         | Canadá                 |
|         | Fiyi                   |
|         | India                  |
|         | Jamaica                |
|         | Nueva Zelanda          |
|         | San Cristóbal y Nieves |
|         | Sudáfrica              |
|         | Singapur               |
|         | Tonga                  |

- Datos: Q1502989